# Giromagny
Giromagny je francouzská obec v departementu Territoire de Belfort v regionu Franche-Comté v severovýchodní Francii.

## Dějiny
Koncem středověku nastal vzestup obce díky těžbě stříbra, olova a mědi v okolí. Těžba prosperovala i přes propad během třicetileté války až do 18. století. V roce 1648 se stal vlastníkem dolů kardinál Mazarin. Postupně prosperita těžby a tím i celé obce upadala. Po konci prvního císařství počátkem 19. století se rozvíjel textilní průmysl. V roce 1882 zaměstnávaly přádelny lnu, bavlny a konopí přes tisíc dělníků. V roce 1883 byla obec spojena železnicí díky trati Paříž - Belfort. Ve 20. století nastal úpadek textilního průmyslu, poslední přádelna byla uzavřena v roce 1958. V současnosti je Giromagny sídlem kantonu, a většina obyvatel dojíždí za prací do nedalekého Belfortu.